# CMA CGM Medea
Le CMA CGM Medea est un navire porte-conteneurs de la compagnie CMA CGM.

## Source
- « Navire CMA CGM Medea », sur CMA CGM